# کی۳بی
کی۳بی (به انگلیسی: K3B) (برگرفته از KDE Burn Baby Burn) یک نرم‌افزار آزاد برای نوشتن اطلاعات بر روی سی‌دی و دی‌وی‌دی است. این برنامه در اصل توسط پروژه کی‌دی‌ای نوشته شده است و بر روی سیستم‌عامل‌های شبه یونیکس قابل استفاده است. این برنامه یک واسط گرافیکی برای کاربر فراهم می‌کند که از طریق آن بیشتر عملیات‌های متداول بر روی دیسک‌ها نظیر ایجاد کردن دیسک‌های صوتی (به انگلیسی: Audio CD) از مجموعه‌ای از فایل‌های صوتی، کپی کردن سی‌دی و دی‌وی‌دی، و همچنین کارهای پیشرفته‌ای نظیر ایجاد کردن دیسک‌های eMoviX را می‌توان انجام داد. این برنامه همچنین قادر به کپی کردن مستقیم و دیسک به دیسک اطلاعات است. کی۳بی تنظیمات پیشفرض زیادی دارد که به کاربران حرفه‌ای و با تجربه اجازه می‌دهد برنامه را مطابق نیازهای خود سفارشی کنند. کی۳بی تنها یک واسط گرافیکی است و عمل اصلی نوشتن اطلاعات بر روی دیسک‌ها توسط ابزارهای خط فرمانی نظیر cdrecord, cdrkit, cdrdao, growisofs و ... صورت می‌گیرد. همانند بیشتر برنامه‌های میزکار کی‌دی‌ئی، کی۳بی هم به زبان برنامه‌نویسی سی++ نوشته شده است و از ابزارهای کیوت برای ارائه واسط گرافیکی به کاربر استفاده می‌کند. کی۳بی تحت اجازه‌نامه جی‌پی‌ال منتشر می‌شود و یک نرم‌افزار آزاد به حساب می‌آید. پروژه کی۳بی در سال ۱۹۹۸ شروع به کار کرد و یکی از نرم‌افزارهای کلیدی میزکار کی‌دی‌ئی به حساب می‌آید.